# Liste der Premierminister von Suriname
Liste der Premierminister bzw. ab 25. Januar 1988 der Vize-Präsidenten von Suriname
| Name                                   | Personendaten                         | Amtszeit                                                                      |
| Premierminister                        | Premierminister                       | Premierminister                                                               |
| -------------------------------------- | ------------------------------------- | ----------------------------------------------------------------------------- |
| Julius Caesar de Miranda               | 3. April 1906 – 28. November 1956     | 1949–1950                                                                     |
| Jacques Adam Drielsma                  | 14. Oktober 1886 – 31. Juli 1974      | 5. April 1951 – 4. Juni 1951                                                  |
| Johannes Ate Eildert Buiskool          | 15. September 1899 – 30. Oktober 1960 | 4. Juni 1951 – 6. September 1952                                              |
| Adriaan Cornelis Jasper Marius Alberga | 14. Februar 1887 – 4. Dezember 1952   | 6. September 1952 – 4. Dezember 1952                                          |
| Archibald Currie                       | 7. März 1888 – 28. November 1986      | 4. Dezember 1952 – 16. April 1955 (erst ad Interim; ab August 1954 definitiv) |
| Johan Henri Eliza Ferrier              | 12. Mai 1910 – 4. Januar 2010         | 16. April 1955 – 16. Juli 1958                                                |
| Severinus Desiré Emanuels              | 27. Februar 1910 – 27. August 1981    | 16. Juli 1958 – Juni 1963                                                     |
| Johan Adolf Pengel                     | 20. Januar 1916 – 5. Juni 1970        | Juni 1963 – Februar 1969                                                      |
| Arthur May                             | 2. Juli 1903 – 8. Februar 1979        | Februar 1969 – Oktober 1969                                                   |
| Jules Sedney                           | 28. September 1922 – 18. Juni 2020    | Oktober 1969 – 24. Dezember 1973                                              |
| Henck A. E. Arron                      | 25. April 1936 – 4. Dezember 2000     | 24. Dezember 1973 – 25. Februar 1980                                          |
| Henk Chin A Sen                        | 18. Januar 1934 – 11. August 1999     | 15. März 1980 – 4. Februar 1982                                               |
| Henry R. Neyhorst                      | * 7. Januar 1940                      | 30. März 1982 – 28. Februar 1983                                              |
| Liakat Ali Errol Alibux                | * 30. November 1948                   | 28. Februar 1983 – 6. Februar 1984                                            |
| Willem Frederik Udenhout               | 29. September 1937 – 22. Mai 2023     | 6. Februar 1984 – 16. Juli 1986                                               |
| Pretaap Radhakishun                    | 3. September 1934 – 6. Januar 2001    | 16. Juli 1986 – 12. Februar 1987                                              |
| Jules Albert Wijdenbosch               | 2. Mai 1941 – 30. April 2025          | 12. Februar 1987 – 25. Januar 1988                                            |
| Vize-Präsidenten                       |                                       |                                                                               |
| Henck A. E. Arron                      | s. o.                                 | 25. Januar 1988 – 25. Dezember 1990                                           |
| Jules Albert Wijdenbosch               | s. o.                                 | 7. Januar 1991 – 16. September 1991                                           |
| Jules Ratankumar Ajodhia               | 27. Januar 1945 – 29. März 2024       | 16. September 1991 – 15. September 1996                                       |
| Pretapnarian Shawh Radhakishun         | s. o.                                 | 20. September 1996 – 12. August 2000                                          |
| Jules Ratankumar Ajodhia               | s. o.                                 | 12. August 2000 – 12. August 2005                                             |
| Ramdien Sardjoe                        | * 10. Oktober 1935                    | 12. August 2005 – 12. August 2010                                             |
| Robert Ameerali                        | * 16. August 1961                     | 12. August 2010 – 12. August 2015                                             |
| Ashwin Adhin                           | * 10. Juni 1980                       | 12. August 2015 – 13. Juli 2020                                               |
| Ronnie Brunswijk                       | * 7. März 1962                        | 16. Juli 2020 – 16. Juli 2025                                                 |
| Gregory Rusland                        | * 9. November 1959                    | 16. Juli 2025 – amtierend                                                     |

1987 wurde das Grundgesetz geändert. Hierdurch wurde die Funktion des Premierministers abgeschafft und das Amt des Vize-Präsidenten, mit veränderten Befugnissen, eingeführt. Wijdenbosch war bis Januar 1988 der letzte Premierminister. Chin A Sen bekleidete nach dem Abtreten von Präsident Johan Ferrier sowohl das Amt des Premierministers als auch das des Präsidenten. Heute bestimmt der Präsident die Richtlinien der Politik und der Vize-Präsident hat die tägliche Leitung des Kabinetts.